# Parafia św. Jana Chrzciciela w Pniewach
Parafia św. Jana Chrzciciela – jedna z dwóch rzymskokatolickich parafii w Pniewach, należy do dekanatu pniewskiego. Powstała w 1990 roku.
Obecny kościół, poewangelicki, neoromański wybudowany w połowie XIX wieku na planie krzyża.